# Cabrières (Gard)
Cabrières – miejscowość i gmina we Francji, w regionie Oksytania, w departamencie Gard.
Według danych na rok 1990 gminę zamieszkiwało 875 osób, a gęstość zaludnienia wynosiła 59 osób/km² (wśród 1545 gmin Langwedocji-Roussillon Cabrières plasuje się na 380. miejscu pod względem liczby ludności, natomiast pod względem powierzchni na miejscu 538.).